# Ubisoft Reflections
Ubisoft Reflections Limited — компанія-розробник відеоігор, заснована в 1984 році в місті Ньюкасл-апон-Тайн, Велика Британія під назвою Reflections. Студія фокусується на гоночних іграх і найвідомішим проектом цієї компанії є серія Driver. Компанія Reflections була придбана GT Interactive у 1998 році, а потім продана Ubisoft у 2006 році. Компанія працює над іграми у кооперації зі студією Ubisoft Leamington.